# Lepidium graminifolium
Lepidium graminifolium é uma planta herbácea da família das Brassicaceae. O nome científico graminifolium significa "folha com aspecto de erva". Chega a atingir 40 a 80 cm de altura.